# Adolf Tobeña
Adolf Tobeña (Graus, provincia de Huesca, 1950) es un catedrático español de Psiquiatría y Psicología médica en la Universidad Autónoma de Barcelona (UAB). Además de su trabajo como investigador en neurociencia y psiquiatría, ha llevado a cabo una destacada labor de divulgación científica en medios de comunicación. Ha publicado 16 libros en catalán y en castellano, y más de 200 artículos de investigación. Asimismo ha sido director del Departamento de Psiquiatría y Medicina Forense de la UAB durante veinte años y profesor visitante de varios centros internacionales en Londres, Groninga, Tel Aviv y Venecia. Su trabajo ha recibido varios galardones, como el premio «Hoy» de Periodismo Científico (1991), el premio «Serra y Moret» de la Generalidad de Cataluña (1994) o el Premi Europeu de Divulgació Científica Estudi General (2004), otorgado por la Universidad de Valencia. 
Su obra en español la constituyen los libros El estrés dañino (Aguilar, 1997),  Cerebro y poder  (La Esfera, 2008),  ¿Píldoras o Freud?  (Columna, 2011),  Neurología de la maldad  (Plataforma, 2017) y La pasión secesionista (2017).